# Aizecourt-le-Bas
Aizecourt-le-Bas is een gemeente in het Franse departement Somme (regio Hauts-de-France) en telt 58 inwoners (2009). De plaats maakt deel uit van het arrondissement Péronne.

## Geografie
De oppervlakte van Aizecourt-le-Bas bedraagt 3,5 km², de bevolkingsdichtheid is dus 16,6 inwoners per km².
De onderstaande kaart toont de ligging van Aizecourt-le-Bas met de belangrijkste infrastructuur en aangrenzende gemeenten.

## Demografie
Onderstaande figuur toont het verloop van het inwonertal (bron: INSEE-tellingen).